# Ismanto Adna
Ismanto Adna is een Surinaams econoom en politicus. Van 2012 tot 2015 was hij minister van Sport- en Jeugdzaken als lid van Nieuwe Stijl KTPI (NSK).

## Biografie
Adna voltooide een studie bedrijfseconomie aan de Anton de Kom Universiteit van Suriname en slaagde na een studie management & accounting met een MBA-titel aan de Maastricht School of Management. Hij werkte van 1985 tot 2012 bij De Surinaamsche Bank, waaronder in het laatste jaar als afdelingsmanager Accounting & Reporting.
Toen president Desi Bouterse in 2012 een van zijn vele reshuffles in zijn kabinet hield, volgde Adna Paul Abena op als minister van Sport- en Jeugdzaken. Volgens het Dagblad Suriname zou partijgenoot Oesman Wangsabesari in die jaren achter de schermen invloed hebben gehad op zijn beleid; zelf ontkende hij dit.
Tijdens de verkiezingen van 2015 kandideerde hij voor zijn partij NSK op nummer 6 van Wanica van de lijst van de NDP. Adna werd niet verkozen en verruilde hierna de politiek voor internationale handel in horecaproducten met Indonesië. Tijdens een Algemene vergadering van Aandeelhouders (AvA) van Energiebedrijven Suriname volgde hij de aantredende minister Rabin Parmessar op als financieel directeur.
Tijdens de verkiezingen van 2025 stond hij op nummer 47 van de lijst van de NDP.